# Drie Burgpad
Het Drie Burgpad is een straat en pad in De Wetbuurt in Amsterdam-Oost.
Straat en pad loopt in het zuidelijke deel van de De Wetbuurt, dat is ingericht met groengebied (tuinen en volkstuinen) en sportvelden. Die sportvelden moeten natuurlijk bereikbaar zijn met gemotoriseerd vervoer. Zodra de sportvelden ophouden gaat de weg verder als voet- en fietspad, dat na Afvalpunt Rozenburglaan door middel van de Weesperzijdebrug een in- en uitgang heeft aan de Rozenburglaan.
De gemeente Amsterdam had de gehele omgeving op 1 januari 1921 overgenomen van de gemeente Watergraafsmeer, die toen haar eind vond. Amsterdam wilde woningen bouwen, maar werd opgehouden door de economische crisis en de Tweede Wereldoorlog. Toch werd er in de winter 1940/1941 handmatig een afwateringssysteem gegraven. Na de oorlog lagen de terreinen er als sportvelden bij. Een van de velden is in gebruik bij voetbalvereniging JOS, door The Nits bezongen in J.O.S. days.

De naam Drie Burg voert terug op een moestuin met bebouwing, die gelegen was tussen de Kruislaan en Duivendrechtsebrug, die in eeuwen geschiedenis nauwelijks van plaats gewijzigd zijn. Zowel de ’s Gravenhaegse courant van 4 december 1737 als de Oprechte Haarlemsche Courant van 17 maart 1801 omschreven de terreinen. De krant uit Haarlem omschreef het als volgt::
Een stuk moesland, genaamd Drie-Burg, met zyn huizinge, schuuren etc. groot circa 4 morgen gelegen aan de Ringdyk tussen Kruislaan en Duivendrechtsebrug
. 
Die ringdijk behoorde toe aan de Watergraafsmeer; het bijbehorende deel ringvaart werd opgenomen in het traject van de Weespertrekvaart. Het pad ligt tussen twee ringsloten rondom de sportvelden. Langs de weg staat achter een toegangspoort naar de velden een nauwelijks te herkennen titelloos kunstwerk van Johan Sterenberg.